# Nobody's Money
Nobody's Money er en amerikansk stumfilm fra 1923 af Wallace Worsley.

## Medvirkende
- Jack Holt som John Webster
- Wanda Hawley som Grace Kendall
- Harry Depp som Eddie Maloney
- Robert Schable som Carl Russell
- Walter McGrail som  Frank Carey
- Josephine Crowell som Mrs. Judson
- Julia Faye som Annette